# Чжан Цзюньчжао
Чжан Цзюньчжа́о (кит. упр. 张军钊, пиньинь Zhāng Jūnzhāo, октябрь 1952 — 9 июня 2018) — китайский кинорежиссёр «пятого поколения».

## Биография
Родился в 1952 году в Пекине в семье, происходящей из провинции Хэнань. В 1970-х служил в армии в Синьцзян-Уйгурском автономном районе. После демобилизации и возобновления учёбы в 1978 году увидел в «Жэньминь жибао» объявление о том, что вновь открывшаяся Пекинская киноакадемия набирает студентов, и поступил туда. После её окончания в 1984 году пошёл работать на Гуансискую киностудию в Наньнине вместе с Чэнь Кайгэ и Чжан Имоу. 
В 1984 году Чжан Цзюньчжао и Чжан Имоу вместе сняли военный фильм «Один и восемь», который впоследствии стал считаться одним из самых характерных фильмов «пятого поколения» китайских кинорежиссёров. В 1989 году снял фильм «Свечение дуги», демонстрировавшийся на 16-м Московском кинофестивале.

## Фильмография

### Фильмы
| Год  | Оригинальное название | Русское название  | Комментарий |
| ---- | --------------------- | ----------------- | ----------- |
| 1983 | 一个和八个            | Один и восемь     |             |
| 1984 | 加油，中国队          | Вперёд, Китай!    |             |
| 1985 | 独的谋杀者            | Одинокий убийца   |             |
| 1987 | 弧光                  | Сияние дуги       |             |
| 1989 | 死拼                  |                   |             |
| 1991 | 台北女人              | Девушка из Тайбэя |             |
| 1991 | 花姊妹风流债          |                   |             |

### Сериалы
| Год  | Оригинальное название | Русское название       | Комментарий |
| ---- | --------------------- | ---------------------- | ----------- |
| 1982 | 路                    | Дорога                 |             |
| 1986 | 绿之歌                |                        |             |
| 1987 | 爱在夏夜里燃烧        |                        |             |
| 1990 | 生死之间              | Между жизнью и смертью |             |
| 1995 | 李正海                | Ли Чжэнхай             |             |
| 1997 | 伍千万美金归你        |                        |             |
| 1998 | 福州国际绑架案        |                        |             |
| 2000 | 红蜘蛛                |                        |             |
| 2001 | 花季有风              |                        |             |
| 2002 | 玲珑女                |                        |             |